# Premio Fraternidad
El Premio Fraternidad es un galardón otorgado anualmente por la filial uruguaya de B'nai B'rith.

## Historia
La filial uruguaya de B'nai B'rith creó el Premio Fraternidad en 1982, para fomentar las artes y propender a apoyar artistas nacionales en las áreas de las Letras, Artes Plásticas, Artes Visuales, Arte Gráfico, Danza, Teatro y la Música respectivamente. El premio consiste en otorgar un viaje a Israel y a un país de Europa, que le permite a quien obtiene el Premio Fraternidad, contactarse con el desarrollo y la proyección cultural de otros ámbitos. El ganador realiza un concierto, exposición, obra de teatro o conferencia.
Desde 1986 también se entrega junto al premio Candelabro de Oro, cuando el jurado Alberto Candeau tuvo la iniciativa de reconocer la trayectoria de artistas uruguayos.
El premio fue declarado de interés nacional.

## Premiados
- 1982, Marosa di Giorgio (letras)
- 1983, Ernesto Aroztegui (artes plásticas)
- 1984, Stella Santos (teatro)
- 1985, Miguel Ángel Marozzi (música)
- 1986, Miguel Ángel Campodónico (literatura)
- 1987, Hugo Longa (artes plásticas)
- 1988, Héctor Manuel Vidal (teatro)
- 1989, Esteban Falconi (música)
- 1990, Tomás de Mattos(literatura)
- 1991, Wifredo Díaz Valdez (artes plásticas)
- 1992, Jorge Curi (teatro)
- 1993, Cristina García Banegas (música)
- 1994, Napoleón Baccino Ponce de León (literatura)
- 1995, Nelson Ramos (artes plásticas)
- 1996, Roberto Suárez (teatro)
- 1998, Rafael Courtoisie (literatura)
- 1999, Octavio Podestá (artes plásticas)
- 2000, Levón Burunsuzian (teatro)
- 2001, Francisco Simaldoni (música)
- 2002, Leonardo Garet (literatura)
- 2003, Pilar González (artes plásticas)
- 2004, Margarita Musto (teatro)
- 2005, Jorge Camiruaga (música)
- 2006, Sylvia Riestra (literatura)
- 2007, Álvaro Amengual (artes plásticas)
- 2008, Mario Ferreira (teatro)
- 2010, Federico Veiroj (cine)
- 2012, Federica Folco (danza)
- 2013, Ariel Britos (música)
- 2014, Fermín Hontou (artes plásticas).[5]
- 2015, Alicia Alfonso.[6]
- 2016,
- 2017, Federico Nathan (música).[7]

[actualizar]